# Thunder Force II
Thunder Force II (サンダーフォースII?) è un videogioco sparatutto a scorrimento sviluppato e pubblicato da Technosoft in Giappone - e pubblicato in Nordamerica ed Europa da SEGA.
È stato originariamente pubblicato solo in Giappone, nel 1988, per computer Sharp X68000. Un anno più tardi, è stato trasferito su Sega Mega Drive e distribuito in Giappone (come: MD Thunder Force II), in Europa e in Stati Uniti e Canada.
È stato uno dei sei titoli di lancio per l'uscita (su Genesis) negli Stati Uniti. Fu successivamente incluso nel volume 1 del pacchetto d'oro: Thunder Force, per Sega Saturn.
È il secondo capitolo della serie: Thunder Force.

## Trama
Poco dopo gli eventi del primo capitolo, l'Impero ORN crea una nuova potente arma corazzata: il Plealos (a.k.a. Preareos). Usando tale arma, ORN sferra una serie di nuovi attacchi alla Galaxy Federation. Il risultato degli attacchi provoca la distruzione di Reda: un pianeta affiliato alla Federazione, e la pesante distruzione su Nepura (nebulosa a. k.a.), che ORN catturerà.
Alla fine, la Galaxy Federation apprende che ORN ospita Plealos sotto la superficie della nebulosa, quando non è in uso, e coglie l'occasione per pianificare un'operazione per eliminarla. La prossima iterazione della loro serie di mezzi da combattimento è "Fire Leo": il FUOCO LEO-02 Exceliza (comandato dal giocatore), per distruggere le basi ORN su Nepura e, infine, trovare e distruggere Plealos.

## Modalità di gioco
Le fasi del gioco sono ora divise in tre formati: lo scorrimento a direzione libera, la visuale dall'alto (presente nel prequel) e le fasi di scorrimento (in avanti) orizzontale, che sarebbero diventati il pilastro della serie.
Ogni fase inizia nella prospettiva della vista dall'alto, in cui il giocatore deve individuare i nuclei di un certo numero di basi nemiche principali e distruggerli. Fatto ciò, il gioco continua dalla prospettiva laterale. Dopo che il boss della sottofase in prospettiva laterale viene sconfitto, il giocatore passa alla fase successiva.
Basandosi sul suo predecessore, il gioco introdusse un sistema di armi che sarebbe rimasto identico per il resto dei capitoli della serie. La nave del giocatore ha un arsenale predefinito di armi che prevede un colpo di fuoco frontale, un tiro in avanti singolo e un colpo di bomba all'indietro.
Raccogliendo alcuni oggetti, le armi predefinite possono essere potenziate a un livello più potente. Inoltre, il giocatore può ottenere nuove armi con varie abilità uniche, raccogliendo l'oggetto corrispondente dell'arma.
Una volta ottenute, le armi possono essere scambiate tra i desideri del giocatore, ma se la nave viene distrutta, tutte le armi vengono perse ad eccezione delle impostazioni predefinite. Le fasi di vista dall'alto e laterale hanno diversi set di armi; la perdita di armi nelle fasi di vista dall'alto non influisce sulle armi equipaggiate nelle fasi di vista laterale e viceversa.
Il gioco ha anche introdotto i componenti aggiuntivi "CRAW": piccoli baccelli che ruotano attorno alla nave. La funzione dei CRAW è quella di bloccare i proiettili in entrata deboli e fornire una potenza di fuoco aggiuntiva, sparando ulteriori colpi singoli comuni. Il giocatore può acquisire fino a due CRAW alla volta, ma li perderà se la nave verrà distrutta.
Esclusivo di questo gioco è un oggetto che aumenta temporaneamente la velocità dell'orbita, aumentando le probabilità di bloccare i proiettili.

## Accoglienza
| Testata                           | Versione                | Giudizio |
| --------------------------------- | ----------------------- | -------- |
| GameRankings (media al 9-12-2019) | Genesis, X68000, Saturn | 72%      |
| Famitsū                           | Genesis                 | 28/40    |
| Mean Machines                     | Genesis                 | 82%      |